# Blood & Oil
Blood & Oil – amerykański serial telewizyjny (dramat obyczajowy) wyprodukowany przez ABC Signature Studios, Flame Ventures oraz Rockfish Films. Twórcami serialu są Josh Pate i Rodes Fishburne. Premierowy odcinek serialu został wyemitowany 27 września 2015 przez ABC
23 października 2015 roku, stacja ABC ogłosiła zmniejszenie liczby odcinków pierwszego sezonu z 13 odcinków na 10.

## Fabuła
Serial opowiada o odkryciu olbrzymich złóż ropy naftowych w Dakocie Północnej, co powoduje ogromny rozwój ekonomiczny regionu.
Para Billy i Cody LeFever postanawiają zaryzykować szukając kolejnych złóż ropy.

## Obsada

### Główna
- Don Johnson jako Hap Briggs[3]
- Chace Crawford jako Billy LeFever[4]
- Rebecca Rittenhouse jako Cody LeFever[5]
- Amber Valletta jako Darla Briggs[6]
- Scott Michael Foster jako Wick Briggs[7]
- Miranda Rae Mayo jako Lacey Briggs[8][9]
- India de Beaufort jako Jules Jackman[5]
- Adan Canto jako A.J. Menendez, osobisty kierowca Hapa
- Delroy Lindo jako Tip Harrison[10]

### Drugoplanowa
- Wilson Bethel jako Finn[11]
- Tara Karsian[12]
- Yaani King jako  Ada Eze
- Keston John jako Kess Eze
- Spencer Garrett jako Myron Stipple
- Paul Rae jako Garry Laframboise

### Gościnne występy
- Barry Corbin jako Clifton Lundegren (1x01)

## Odcinki
| Sezon | Sezon | Odcinki | Oryginalna emisja ABC | Oryginalna emisja ABC | Oryginalna emisja | Oryginalna emisja | Oryginalna emisja |
| Sezon | Sezon | Odcinki | Premiera sezonu       | Finał sezonu          | Premiera sezonu   | Finał sezonu      |                   |
| ----- | ----- | ------- | --------------------- | --------------------- | ----------------- | ----------------- | ----------------- |
|       | 1     | 10      | 27 września 2015      | 13 grudnia 2015       | nieemitowany      | nieemitowany      |                   |

### Sezon 1 (2015)
| #  | Tytuł                 | Reżyseria        | Scenariusz                                        | Premiera             | Premiera |
| -- | --------------------- | ---------------- | ------------------------------------------------- | -------------------- | -------- |
| 1  | Pilot                 | Jonas Pate       | Josh Pate, Rodes Fishburne                        | 27 września 2015     |          |
| 2  | The Ripple Effect     | Jonas Pate       | Jonas Pate                                        | 4 października 2015  |          |
| 3  | Hustle and Flow       | Rod Holcomb      | Matt Pyken                                        | 11 października 2015 |          |
| 4  | The Birthday Party    | Mikael Salomon   | Robert Rovner, Cynthia Cidre                      | 18 października 2015 |          |
| 5  | Rocks and Hard Places | Michael Nankin   | Jon Harmon Feldman, Jessica Queller               | 25 października 2015 |          |
| 6  | Convergence           | Chris Grismer    | Jon Harmon Feldman                                | 1 listopada 2015     |          |
| 7  | Fight or Flight       | Cherie Nowlan    | Robert Rovner, Dana Ledoux Miller                 | 8 listopada 2015     |          |
| 8  | Rats, Bugs and Moles  | Brian Kelly      | Robert Rovner, Matt Pyken                         | 29 listopada 2015    |          |
| 9  | The Art of the Deal   | Tim Hunter       | Rodes Fishburne, Pierluigi D. Cothran             | 6 grudnia 2015       |          |
| 10 | Departures            | Andrew Bernstein | Jon Harmon Feldman, Nicholas Schutt, David Renaud | 13 grudnia 2015      |          |

## Produkcja
31 stycznia 2015 roku, stacja  ABC zamówiła pilotowy odcinek
8 maja 2015 ABC oficjalnie zamówiła pierwszy sezon serialu na sezon telewizyjny 2015/2016 Serial początkowo nosił tytuł Oil, a został zmieniony na Blood & Oil.
Początkowe rolę Lacey Briggs i A.J. Menendez mieli zagrać Caitlin Carver i Yani Gellman. Później Lacey miała zagrać Aurora Perrineau, która została ostatecznie zastąpiona przez Mirandę Rae Mayo.